# Феррарио, Морено
Морено Феррарио (итал. Moreno Ferrario; род. 20 марта 1959, Лайнате) — итальянский футболист, игравший на позиции свободного или центрального защитника. В составе «Наполи» он в 1987 году выиграл чемпионат и Кубок Италии.

## Карьера
Морено Феррарио — воспитанник футбольного клуба «Варезе». В возрасте 16 лет он был включён в его основной состав и выступал в Серии B. В 1977 году Феррарио перешёл в «Наполи». 11 сентября того же года он дебютировал в итальянской Серии А, выйдя в основном составе в гостевом поединке против «Пескары». 11 декабря 1982 года Феррарио забил свой первый гол на высшем уровне, сравняв счёт с пенальти в домашней игре с «Дженоа». Он провёл 29 матчей и забил 1 гол в Серии А в чемпионском для неаполитанцев сезоне 1986/87, в котором команда также стала обладателем Кубка Италии. 
В 1988 году Морено Феррарио перешёл в «Рому», а спустя год — в клуб Серии B «Авеллино», за который отыграл следующие два сезона. Затем он представлял «Сиену» и «Каррарезе» в Серии C1 и «Саронно» в Серии C2.

## Достижения
«Наполи»
- Чемпион Италии (1): 1986/87
- Обладатель Кубка Италии (1): 1986/87